# Bernard Andrianirinamalala
Bernard Andrianirinamalala (ur. 10 lipca 1974) – madagaskarski zapaśnik walczący w stylu wolnym. Brązowy medalista mistrzostw Afryki w 2012. Złoty medalista igrzysk Wysp Oceanu Indyjskiego w 1998 i 2007 roku.